# Danapur Cantonment
Danapur Cantonment (en hindi: दिनापुर क्यान्टोन्मेन्ट ) es una ciudad de la India, en el distrito de Patna, estado de Bihar.

## Geografía
Se encuentra a una altitud de 58 m s. n. m. a 16 km de la capital estatal, Patna, en la zona horaria UTC +5:30.

## Demografía
Según estimación 2011 contaba con una población de 32 517 habitantes.